# Giannantonio Valtrini
Giannantonio Valtrini ou Giovanni Antonio Valtrino, né à Rome le 13 juin 1556 et mort à Loreto le 31 août 1601) est un écrivain et érudit jésuite italien.

## Biographie
Giannantonio Valtrini naquit a Rome le 13 juin 1556 ; après ses études classiques, y compris la rhétorique, il entra au noviciat de la Compagnie de Jésus le 18 octobre 1574. Son temps d'épreuve achevé, il suivit le cours de logique et fut ensuite destiné à enseigner les belles-lettres. Il consacra quelques mois à l'étude de la théologie morale et fut ordonné prêtre, vraisemblablement en 1579, vu que cette année-là son nom est précédé du qualificatif: Pater.
Valtrini fut l'éditeur des Annuae litterae Societatis Iesu pour les années 1581 et 1582, imprimées à Rome en 1583 et 1584. Au mois de mai de cette année il séjourne à Naples, où il se repose et se restaure les forces du corps et de l'esprit.
D'après la préface mise par le P. Virgile Cépari en tête de sa vie de S. Louis Gonzague, Valtrini fut mandé de Sicile à Rome « pour écrire les chroniques de la Compagnie » ; Cépari occupé à autre chose, lui confia aussi le soin de continuer la biographie de S. Louis.
Valtrini s'y employa avec diligence, prit des informations, demanda des éclaircissements, mais laissa l'ouvrage inachevé. Par contre il écrivit une biographie abrégée du Saint, que le P. Janninck cite dans les Acta Sanctorum. C'est sans doute cette Vie, que dans une lettre datée de Sienne le 5 octobre 1596 et adressée au P. Général, il affirme avoir laissée à Rome. Dans la même missive il dit qu'il y a des corrections et additions à faire à la liste, déposée chez le P. Secretaire, des Jésuites martyrs et victimes de la charité. Reprenant en 1597 les faites principaux de sa carrière, Valtrini énonce qu'il a enseigné les lettres pendant quelques années, pendant trois l'Écriture Sainte (à Rome de 1593 a 1596), pendant une les cas de conscience (à Sienne de 1596 a 1597) ; il a fait aussi sa troisième année de probation. Il prononça la profession solennelle des trois vœux à Rome le dimanche 3 janvier 1599 et mourut a Lorette le vendredi 31 août 1601.

## Œuvres
1. De re militari veterum Romanorum libri septem, Cologne, in officina Birckmannica, sumptibus Arnoldi Mylij, 1597 (lire en ligne). En louant cet ouvrage, Tiraboschi dit que l'auteur y expose tout ce qui appartient à son sujet avec ordre, concision et élégance.

On trouve à Rome d'autres opuscules inédits, et des Commentaires sur le livre de Job par Valtrini. La Vie de S. Stanislas Kostka par le P. Valtrini a été publié par J. Goetstouwers.